# Larinioides ixobolus
Larinioides ixobolus là một loài nhện trong họ Araneidae. Loài này được tìm thấy ở miền Cổ bắc. Loài này được miêu tả năm 1873.